# Enterprise Digital Assistant
Enterprise Digital Assistant (zkratkou EDA) je průmyslová (robustní, odolná) verze PDA (Personal Digital Assistant). Stejně jako PDA je i EDA vybaven operačním systémem (Windows Mobile, Windows CE, Palm OS, Android aj.), dotykovým displejem s rozlišením QVGA nebo VGA, multimediálními schopnostmi a obvykle i integrovanou čtečkou čárových kódů.